# مثلث العند (المسيمير)

تعديل مصدري - تعديل

مثلث العند هي إحدى قرى عزلة المسيمير بمديرية المسيمير التابعة لمحافظة لحج، بلغ تعداد سكانها 76 نسمة حسب تعداد اليمن لعام 2004.